# Автотракторная техника

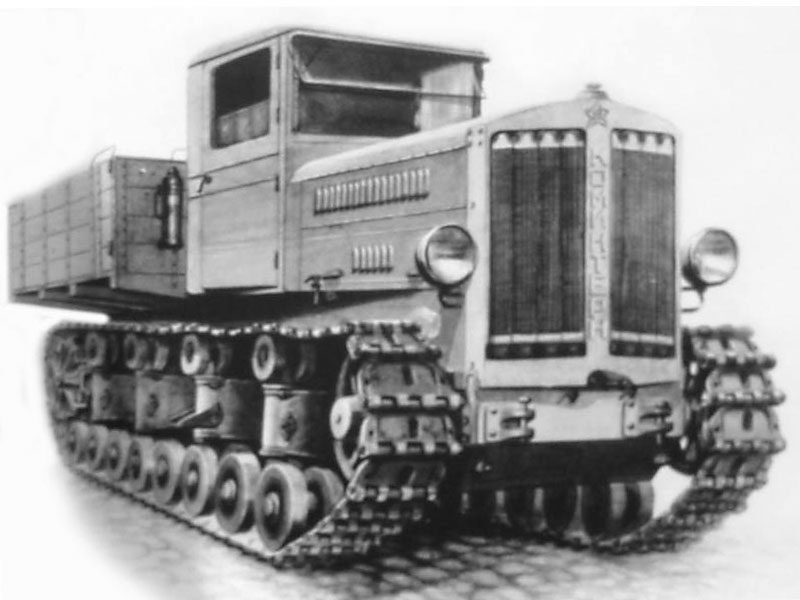
Средний артиллерийский тягач «Коминтерн»

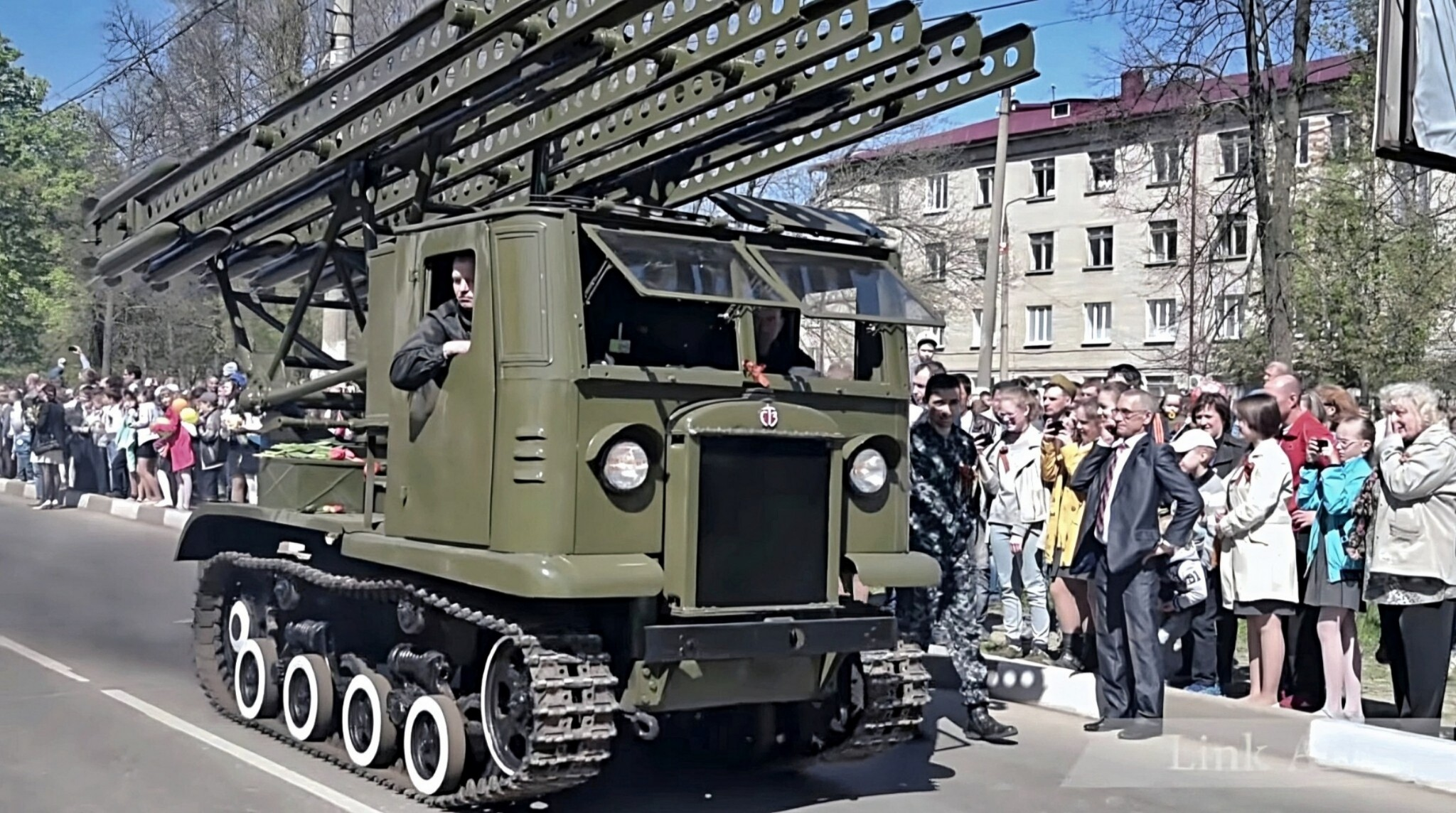
Транспортный трактор СТЗ-5-НАТИ, на шасси которого смонтирована РСЗО БМ-13-16

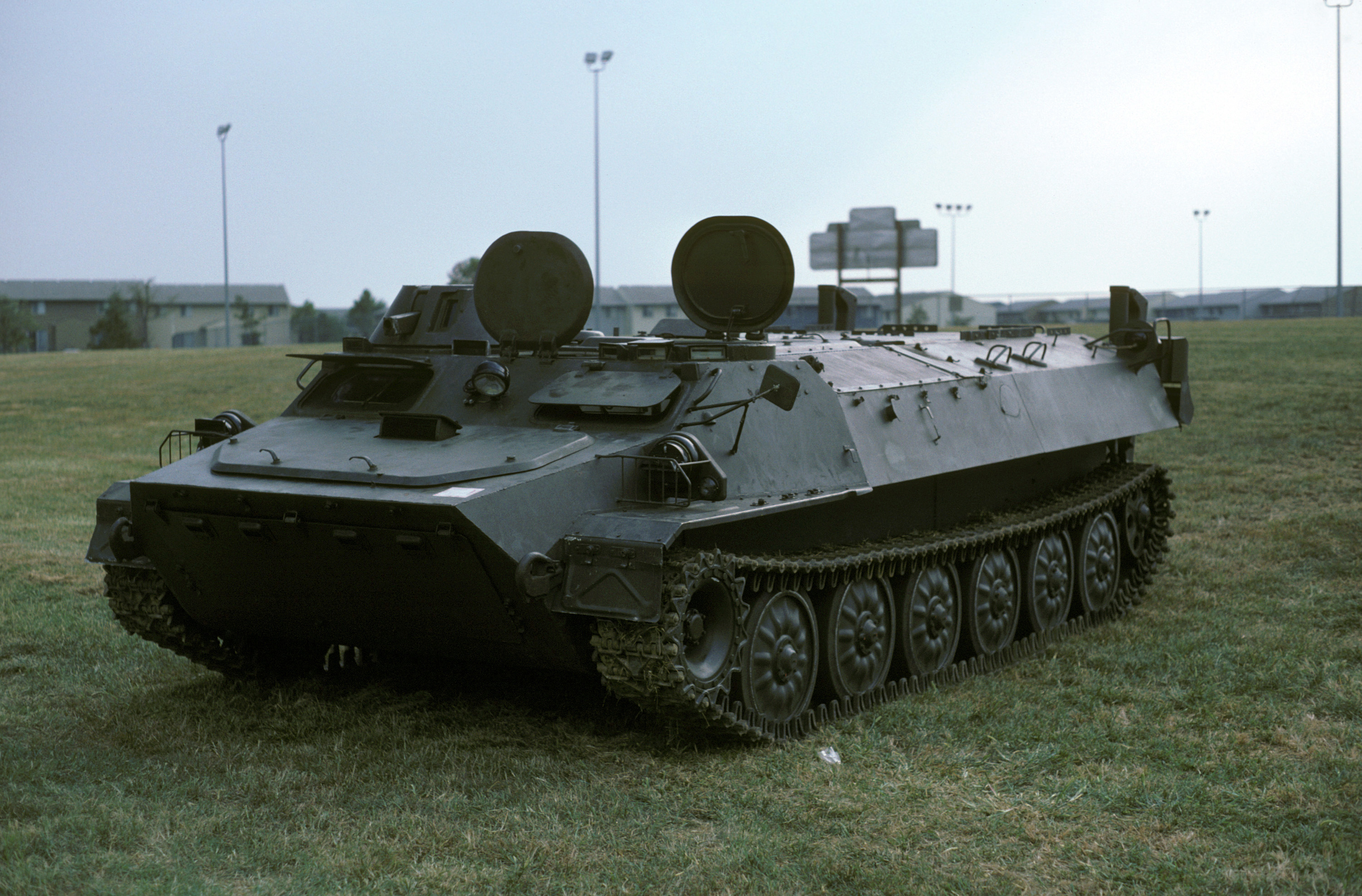
Лёгкий бронированный многоцелевой транспортёр-тягач МТ-ЛБ

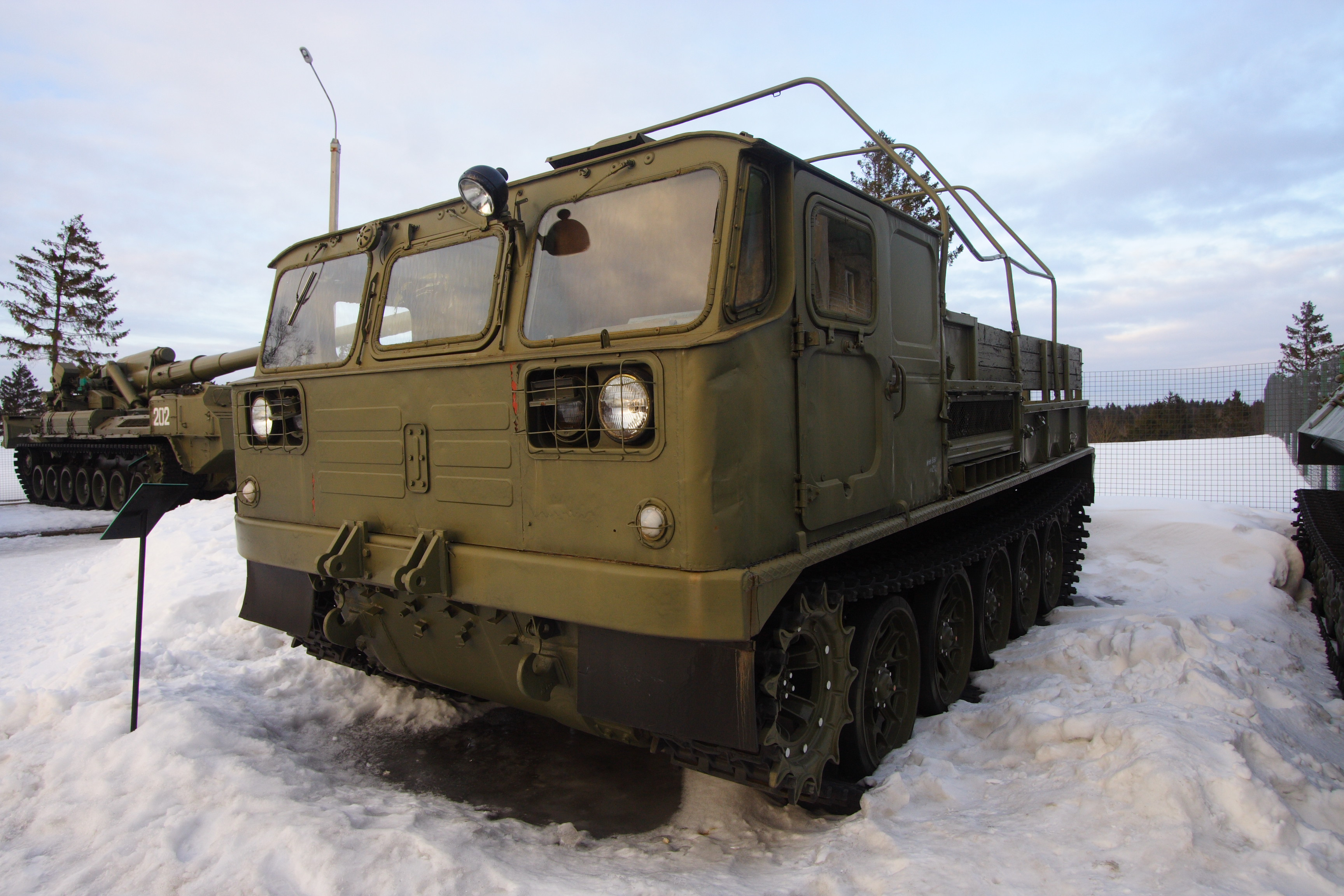
Средний артиллерийский тягач АТС-59Г

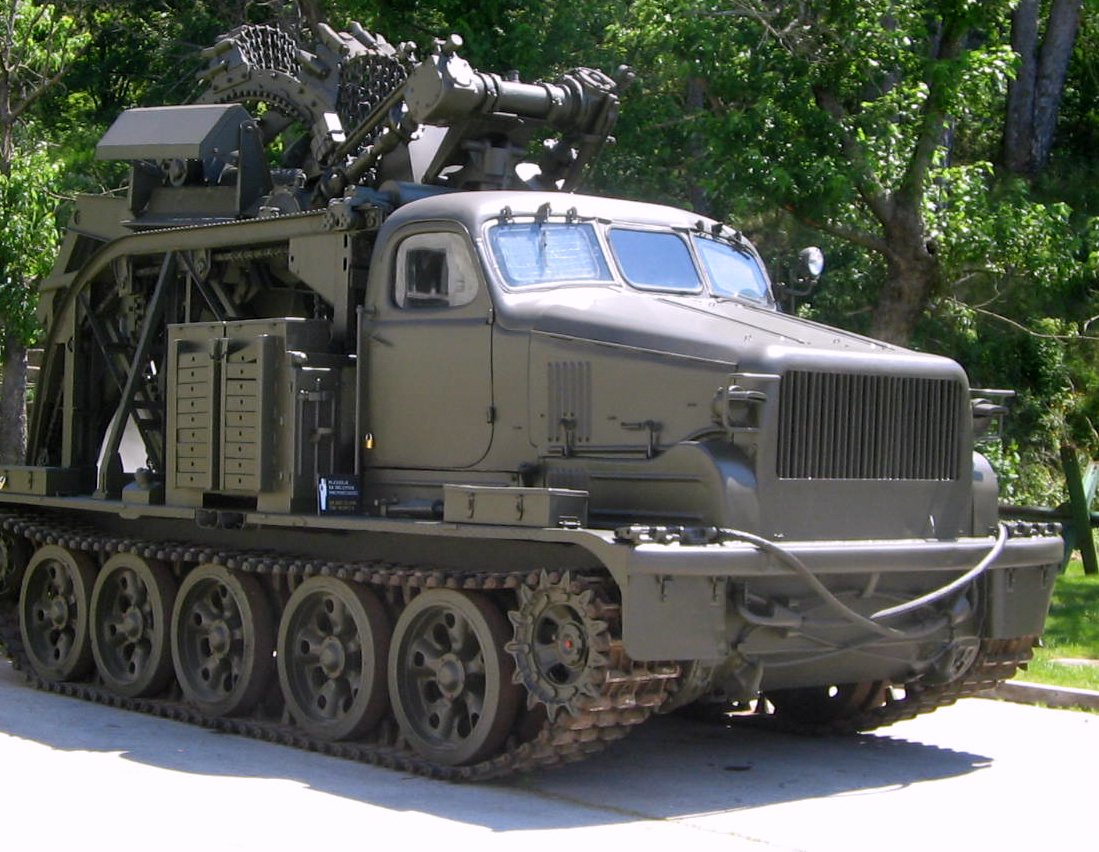
Тяжёлый артиллерийский тягач АТ-Т в составе быстроходной траншейной машины БТМ-3

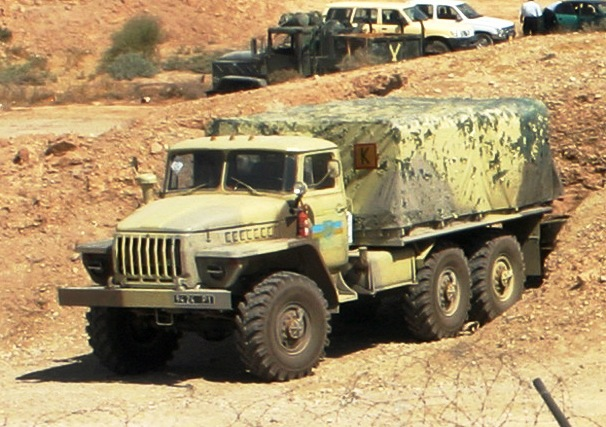
Армейский грузовой автомобиль Урал-4320

Автотракторная техника — советский и российский военный термин для обозначения совокупности автомобилей, гусеничных и колёсных тягачей, тракторов, прицепов, подвижных средств ремонта и эвакуации, находящихся в составе вооружённых сил и служащих для обеспечения действий последних средствами транспорта.
Развитие и совершенствование автомобильной и тракторной техники напрямую связано как с развитием автомобильной и тракторной промышленности, так и с процессом моторизации вооружённых сил и обновления их технической базы.

## Развитие и направления совершенствования
Автотракторная техника как таковая стала достаточно широко применяться ещё в период Первой мировой войны, с тех пор став неотъемлемой частью вооружённых сил любого развитого государства. Во время Второй мировой войны автотракторная техника использовалась повсеместно, массово обеспечивая выполнение задач по буксировке артиллерийского вооружения, подвозу материальных средств, перевозке личного состава, эвакуации больных и раненых, а также повреждённой техники. В послевоенный период стала широко применяться также и в качестве шасси для установки разнообразных систем вооружения, инженерных и других устройств (такие образцы автотракторной техники организационно входят в состав соответствующих боевых расчётов, систем вооружения или подвижных комплексов).
Увеличение размеров парка автотракторной техники в армии любого государства сопровождается его совершенствованием — расширением возможностей машин, улучшением и, одновременно, усложнением их конструкции, дифференциацией основных разновидностей транспортных средств и появлением принципиально новых типов техники; типоразмерные ряды, базовые конструкции и модификации определяются специализацией отраслей промышленности, а также конкретными потребностями вооружённых сил. Основными являются следующие пути совершенствования автотракторной техники: обеспечение высокой подвижности, проходимости и надёжности вне зависимости от условий работы; увеличение грузоподъёмности, грузовместимости, энерговооружённости машин и повышение их тягово-динамических характеристик; повышение защищённости от воздействия поражающих факторов современных типов оружие; обеспечение технологичности и стандартизации конструкций машин, соответствующих требованиям крупносерийного производства, а также технического обслуживания и ремонта в армейских условиях.

## Классификация
В Вооружённых Силах СССР и России автотракторная техника подразделяется в зависимости от особенностей конструкции, а также по предназначению при эксплуатации.

### По особенностям конструкции
В зависимости от особенностей конструктивного исполнения и общего назначения автотракторная техника подразделяется на следующие основные типы:
- армейские автомобили многоцелевого назначения — полноприводные двухосные и многоосные автомобили, рассчитанные на эксплуатацию как для дорог с различным качеством покрытия, так и в условиях бездорожья, и предназначенные для перевозки личного состава и материальных средств, буксировки артиллерийских орудий и транспортных либо специальных прицепов, комплектации различных систем вооружения и военной техники. Служат базовыми шасси для создания различных автомобилей специального назначения — автокранов, автоцистерн и автотопливозаправщиков, самосвалов, санитарных автомобилей, штабных автобусов и т. п., а также для некоторых типов бронетехники и комплексов вооружения. В зависимости от грузоподъёмности армейские автомобили классифицируются как автомобили малой (до 1 т), средней (2—5 т) и большой (свыше 5 т) грузоподъёмности[1].
- Гусеничные транспортёры-тягачи многоцелевого назначения — небронированные, полубронированные и бронированные тягачи, предназначенные для перевозки личного состава и материальных средств, буксировки артиллерийских орудий и транспортных либо специальных прицепов, комплектации различных систем вооружения и военной техники. Заложенная в такие машины возможность одновременных буксировки прицепной системы и размещения на платформе боевого расчёта и боеприпасов обеспечивает постоянную боевую комплектность соответствующей системы вооружения. В зависимости от грузоподъёмности классифицируются как лёгкие, средние и тяжёлые. К данному типу автотракторной техники также относят снегоболотоходные гусеничные транспортёры-тягачи, такие как ГТ-СМ[1].
- Специальные колёсные шасси и тягачи для комплектации вооружения и военной техники — многоосные колёсные машины специальной компоновки, обеспечивающей удобство размещения и применения вооружения либо специального оборудования, обладающие высокими тактико-техническими характеристиками. К данному типу также относят многоосные тягачи, предназначенные для транспортировки полуприцепов, трейлеров и для буксировки самолётов на аэродромах[1].
- Транспортные полуприцепы и прицепы — несамоходные грузовые средства многоцелевого назначения, используемые для перевозки грузов или комплектации специальной военной техники совместно с автомобилями и тягачами в составе автопоездов. Позволяют увеличивают эффективность использования транспортных средств и обеспечивают им возможность перевозки тяжёлых неделимых грузов и крупногабаритного вооружения[1].
- Грузовые автомобили и тракторы общего назначения — невоенные автомобили, а также колёсные и гусеничные тракторы, которые используются армией для транспортных, строительных, хозяйственных и других работ. При поступлении в войска такие машины, как правило, подвергаются доработке с целью повышения эффективности работы в армейских условиях[1].
- Подвижные средства технического обслуживания и ремонта — подвижные ремонтные мастерские, технологическое оборудование и энергосредства, размещаемые на автомобилях, тягачах и прицепах и предназначенные для комплектации подразделений и воинских частей, занимающихся техническим обслуживанием и ремонтом автотракторной техники в полевых условиях, и используемые для технического обслуживания, текущего, среднего и капитального ремонта[1].
- Эвакуационные средства — специальные эвакуационные и транспортные машины, которыми оснащаются эвакуационные подразделения и воинские части. Предназначены для эвакуации повреждённых или неисправных машин и доставки их к местам ремонта или на сборные пункты. Строятся на базе автомобилей и гусеничных транспортёров-тягачей многоцелевого назначения путём оснащения грузоподъёмным, транспортным, тяговым и другим специальным оборудованием[1].

### По группам эксплуатации по назначению
В зависимости от назначения при эксплуатации входящие в состав автотракторной техники машины выделяются в группы:
- боевые машины, оснащённые вооружением либо осуществляющие его буксировку;
- учебно-боевые - на которых отрабатывают задачи по боевой подготовке;
- строевые, осуществляющие перевозку личного состава, вооружения и боеприпасов к нему, табельного имущества и т.д.;
- специальные — оборудованные для управления войсками, машины технического обслуживания, подвижные ремонтные мастерские, машины технической помощи, тягачи и т.д.;
- транспортные — выполняющие разные виды повседневного обслуживания войск в мирное время, в частности и хозяйственные;
- учебные и учебно-строевые — используемые при обучении личного состава[2].